# European Cup di ginnastica ritmica
La European Cup di ginnastica ritmica (o European Cup) è un concorso di ginnastica ritmica fondato dalla Federazione Internazionale di Ginnastica (FIG). Le ginnaste sono invitate dalla Federazione in base ai risultati e alle classifiche delle precedenti competizioni, quali i Campionati del Mondo o le Olimpiadi. Inoltre ai vincitori delle varie categorie vengono assegnati dei premi in denaro.

## Formato
La Coppa Europa di Ginnastica Ritmica è una competizione internazionale organizzata con un formato sperimentale, distinto rispetto a quello delle tradizionali gare di ginnastica ritmica. L'evento è aperto alle ginnaste individuali delle categorie junior e senior, nonché ai gruppi senior, in rappresentanza delle federazioni affiliate alla Fédération Internationale de Gymnastique (FIG).
Ogni federazione affiliata può iscrivere una o due ginnaste. Durante il turno di qualificazione, le atlete devono presentare da un minimo di quattro a un massimo di otto esercizi. Al termine di questa fase, le sedici ginnaste con i punteggi complessivi più alti accedono alla fase successiva, caratterizzata da un formato denominato cross battle.
Il cross battle è articolato in quattro turni eliminatori: in ciascuna sfida, due ginnaste si esibiscono utilizzando lo stesso attrezzo e solo la concorrente con il punteggio più alto accede al turno successivo.
Sono previste anche finali per ciascun attrezzo, alle quali accedono le otto ginnaste con i punteggi più alti ottenuti nel turno di qualificazione per quello specifico attrezzo. Ogni federazione può essere rappresentata da un massimo di una ginnasta per ciascuna finale di specialità.

## Sedi
| Paese (tot)               | Città (totale)            | 24 | 25 |
| ------------------------- | ------------------------- | -- | -- |
| Azerbaigian (2)           | Baku (2)                  | ●  | ●  |
| Bulgaria (1)              | Burgas (1)                |    | ●  |
| Totale tappe per edizione | Totale tappe per edizione | 1  | 2  |

## Medagliere
Aggiornato al 18 maggio 2025
| Posiz. | Nazione     | Oro | Argento | Bronzo | Totale |
| ------ | ----------- | --- | ------- | ------ | ------ |
| 1      | Bulgaria    | 10  | 5       | 3      | 18     |
| 2      | Israele     | 5   | 2       | 5      | 12     |
| 3      | Italia      | 4   | 8       | 3      | 15     |
| 4      | Ucraina     | 3   | 1       | 2      | 6      |
| 5      | Azerbaigian | 1   | 1       | 3      | 5      |
| 6      | Ungheria    | 1   | 0       | 2      | 3      |
| 7      | Cipro       | 0   | 2       | 3      | 5      |
| 7      | Romania     | 0   | 2       | 3      | 5      |
| 9      | Uzbekistan  | 0   | 2       | 0      | 2      |
| 10     | Estonia     | 0   | 1       | 0      | 1      |
| Totale | Totale      | 24  | 24      | 24     | 72     |